# 2000년 대한민국 재보궐선거
2000년 대한민국 재보궐선거는 2000년 1월 25일, 1월 27일, 6월 8일, 10월 26일에 대한민국에서 치러진 재보궐선거이다.
2000년 2월 공직선거법을 개정을 통하여 재보궐선거를 상·하반기(연 2회) 실시하기로 하였다.

## 1월 25일 재보궐선거

### 개요
- 선거일: 2000년 1월 25일
- 선거내용: 총 2개 선거구
  - 기초단체장: 2명

### 선거 구역 및 사유

#### 기초단체장
| 직책         | 정당 | 정당         | 전임자 | 선거구        | 선거 사유 | 선거 종류 | 비고 |
| ------------ | ---- | ------------ | ------ | ------------- | --------- | --------- | ---- |
| 해운대구청장 |      | 한나라당     | 신중복 | 부산 해운대구 | 당선무효  | 재선거    |      |
| 남동구청장   |      | 자유민주연합 | 이헌복 | 인천 남동구   | 사직      | 보궐선거  |      |

### 당선자

#### 기초단체장
|  | 66.8% |

|  | 52.0% |

### 선거 결과

#### 기초단체장
| 선거구       | 정당 | 정당         | 전임자 | 정당 | 정당     | 당선자 |
| ------------ | ---- | ------------ | ------ | ---- | -------- | ------ |
| 해운대구청장 |      | 한나라당     | 신중복 |      | 한나라당 | 서병수 |
| 남동구청장   |      | 자유민주연합 | 이헌복 |      | 한나라당 | 윤태진 |

## 1월 27일 재보궐선거

### 개요
- 선거일: 2000년 1월 27일
- 선거내용: 총 1개 선거구
  - 기초의원: 1명

### 선거 구역 및 사유

#### 기초의원
| 직책          | 정당 | 정당   | 전임자 | 선거구                    | 선거 사유 | 선거 종류 | 비고 |
| ------------- | ---- | ------ | ------ | ------------------------- | --------- | --------- | ---- |
| 광주 북구의원 |      | 무소속 | 박용철 | 북구 서산동·우치동 선거구 | 사직      | 보궐선거  |      |

### 당선인

#### 기초의원
| 선거구                    | 정당 | 정당   | 당선자 | 득표수 | 득표율 | 비고 |
| ------------------------- | ---- | ------ | ------ | ------ | ------ | ---- |
| 북구 서산동·우치동 선거구 |      | 무소속 | 나정만 |        |        |      |

### 선거 결과

#### 기초의원
| 선거구                    | 정당 | 정당   | 전임자 | 정당 | 정당   | 당선자 |
| ------------------------- | ---- | ------ | ------ | ---- | ------ | ------ |
| 북구 서산동·우치동 선거구 |      | 무소속 | 박용철 |      | 무소속 | 나정만 |

## 6월 8일 재보궐선거

### 개요
- 선거일: 2000년 6월 8일
- 선거내용: 총 96개 선거구
  - 기초단체장: 7명
  - 광역의원: 32명
  - 기초의원: 57명

### 선거 구역 및 사유

#### 기초단체장
| 직책          | 정당 | 정당         | 전임자 | 선거구      | 선거 사유 | 선거 종류 | 비고 |
| ------------- | ---- | ------------ | ------ | ----------- | --------- | --------- | ---- |
| 용산구청장    |      | 새천년민주당 | 성장현 | 서울 용산구 | 당선무효  | 재선거    |      |
| 송파구청장    |      | 새천년민주당 | 김성순 | 서울 송파구 | 사직      | 보궐선거  |      |
| 수영구청장    |      | 한나라당     | 신종관 | 부산 수영구 | 사직      | 보궐선거  |      |
| 인천 중구청장 |      | 새천년민주당 | 이세영 | 인천 중구   | 사직      | 보궐선거  |      |
| 유성구청장    |      | 새천년민주당 | 송석찬 | 대전 유성구 | 사직      | 보궐선거  |      |
| 괴산군수      |      | 자유민주연합 | 김환묵 | 충북 괴산군 | 당선무효  | 재선거    |      |
| 청송군수      |      | 한나라당     | 안의종 | 경북 청송군 | 당선무효  | 재선거    |      |

#### 광역의원
| 직책           | 정당 | 정당         | 전임자 | 선거구             | 선거 사유 | 선거 종류 | 비고 |
| -------------- | ---- | ------------ | ------ | ------------------ | --------- | --------- | ---- |
| 서울특별시의원 |      | 한나라당     | 오상준 | 용산구 제1선거구   | 사직      | 보궐선거  |      |
| 서울특별시의원 |      | 새천년민주당 | 최종근 | 동대문구 제3선거구 | 사직      | 보궐선거  |      |
| 서울특별시의원 |      | 새천년민주당 | 임안순 | 도봉구 제4선거구   | 사직      | 보궐선거  |      |
| 서울특별시의원 |      | 새천년민주당 | 이선재 | 마포구 제1선거구   | 사직      | 보궐선거  |      |
| 서울특별시의원 |      | 새천년민주당 | 유기홍 | 마포구 제2선거구   | 당선무효  | 재선거    |      |
| 서울특별시의원 |      | 새천년민주당 | 김기영 | 금천구 제1선거구   | 사직      | 보궐선거  |      |
| 서울특별시의회 |      | 새천년민주당 | 김수복 | 관악구 제2선거구   | 사직      | 보궐선거  |      |
| 부산광역시의원 |      | 한나라당     | 도종이 | 부산진구 제4선거구 | 사직      | 보궐선거  |      |
| 대구광역시의원 |      | 한나라당     | 조판상 | 동구 제1선거구     | 당선무효  | 재선거    |      |
| 인천광역시의원 |      | 새천년민주당 | 정유택 | 연수구 제1선거구   | 사직      | 보궐선거  |      |
| 인천광역시의원 |      | 한나라당     | 윤태진 | 남동구 제1선거구   | 사직      | 보궐선거  |      |
| 인천광역시의원 |      | 새천년민주당 | 김문종 | 남동구 제4선거구   | 사직      | 보궐선거  |      |
| 광주광역시의원 |      | 새천년민주당 | 전갑길 | 광산구 제2선거구   | 사직      | 보궐선거  |      |
| 울산광역시의원 |      | 무소속       | 이상범 | 북구 제2선거구     | 사직      | 보궐선거  |      |
| 경기도의원     |      | 한나라당     | 신현태 | 수원시 제5선거구   | 사직      | 보궐선거  |      |
| 경기도의원     |      | 새천년민주당 | 허재안 | 성남시 제2선거구   | 사직      | 보궐선거  |      |
| 경기도의원     |      | 새천년민주당 | 이영성 | 성남시 제3선거구   | 사직      | 보궐선거  |      |
| 경기도의원     |      | 한나라당     | 강대기 | 성남시 제5선거구   | 사직      | 보궐선거  |      |
| 경기도의원     |      | 무소속       | 정장선 | 평택시 제4선거구   | 사직      | 보궐선거  |      |
| 경기도의원     |      | 새천년민주당 | 이남형 | 고양시 제2선거구   | 사직      | 보궐선거  |      |
| 경기도의원     |      | 새천년민주당 | 손명렬 | 구리시 제2선거구   | 퇴직      | 보궐선거  |      |
| 경기도의원     |      | 무소속       | 최용갑 | 하남시 제1선거구   | 당선무효  | 재선거    |      |
| 경기도의원     |      | 한나라당     | 박혁규 | 광주군 제2선거구   | 사직      | 보궐선거  |      |
| 강원도의원     |      | 새천년민주당 | 안상현 | 원주시 제3선거구   | 사직      | 보궐선거  |      |
| 강원도의원     |      | 한나라당     | 황영철 | 홍천군 제1선거구   | 사직      | 보궐선거  |      |
| 충청북도의원   |      | 자유민주연합 | 김춘식 | 청주시 제2선거구   | 사직      | 보궐선거  |      |
| 충청북도의원   |      | 자유민주연합 | 윤병태 | 충주시 제2선거구   | 사직      | 보궐선거  |      |
| 충청남도의원   |      | 자유민주연합 | 김용호 | 논산시 제2선거구   | 퇴직      | 보궐선거  |      |
| 전라남도의원   |      | 새천년민주당 | 김선곤 | 여수시 제6선거구   | 당선무효  | 재선거    |      |
| 전라남도의원   |      | 무소속       | 이석재 | 해남군 제2선거구   | 사직      | 보궐선거  |      |
| 경상북도의원   |      | 무소속       | 김성조 | 구미시 제3선거구   | 사직      | 보궐선거  |      |
| 경상남도의원   |      | 한나라당     | 이재희 | 마산시 제2선거구   | 사직      | 보궐선거  |      |

#### 기초의원
| 직책            | 정당 | 정당   | 전임자 | 선거구                             | 선거 사유 | 선거 종류 | 비고 |
| --------------- | ---- | ------ | ------ | ---------------------------------- | --------- | --------- | ---- |
| 춘천시의원      |      | 무소속 | 최신철 | 춘천시 온의동·칠송동·삼천동 선거구 | 사직      | 보궐선거  |      |
| 안동시의원      |      | 무소속 | 손광영 | 안동시 태화동 선거구               | 사직      | 보궐선거  |      |
| 목포시의원      |      | 무소속 | 김용진 | 목포시 무안동 선거구               | 당선무효  | 재선거    |      |
| 포항시의원      |      | 무소속 | 이순동 | 포항시 상대2동 선거구              | 퇴직      | 보궐선거  |      |
| 평택시의원      |      | 무소속 | 이무전 | 평택시 서탄면 선거구               | 당선무효  | 재선거    |      |
| 구례군의원      |      | 무소속 | 김정일 | 구례군 광의면 선거구               | 당선무효  | 재선거    |      |
| 김제시의원      |      | 무소속 | 김재승 | 김제시 만경읍 선거구               | 당선무효  | 재선거    |      |
| 예산군의원      |      | 무소속 | 박한용 | 예산군 신암면 선거구               | 당선무효  | 재선거    |      |
| 수영구의원      |      | 무소속 | 최잔진 | 수영구 망미1동 선거구              | 퇴직      | 보궐선거  |      |
| 수영구의원      |      | 무소속 | 김영우 | 수영구 망미2동 선거구              | 퇴직      | 보궐선거  |      |
| 동대문구의원    |      | 무소속 | 신필길 | 동대문구 장안4동 선거구            | 당선무효  | 재선거    |      |
| 군산시의원      |      | 무소속 | 이덕우 | 군산시 소룡동 선거구               | 당선무효  | 재선거    |      |
| 안양시의원      |      | 무소속 | 김철한 | 안양시 관양1동 선거구              | 사직      | 보궐선거  |      |
| 부천시의원      |      | 무소속 | 최호순 | 부천시 범박동 선거구               | 당선무효  | 재선거    |      |
| 안양시의원      |      | 무소속 | 윤수길 | 안양시 안양2동 선거구              | 사직      | 보궐선거  |      |
| 서천군의원      |      | 무소속 | 김태용 | 서천군 마산면 선거구               | 퇴직      | 보궐선거  |      |
| 경주시의원      |      | 무소속 | 권택기 | 경주시 강동면 선거구               | 사망      | 보궐선거  |      |
| 사하구의원      |      | 무소속 | 김인   | 사하구 다대2동 선거구              | 사직      | 보궐선거  |      |
| 군산시의원      |      | 무소속 | 채훈석 | 군산시 성산면 선거구               | 당선무효  | 재선거    |      |
| 고양시의원      |      | 무소속 | 송홍의 | 고양시 신도동 선거구               | 당선무효  | 재선거    |      |
| 진해시의원      |      | 무소속 | 송업용 | 진해시 웅동1·2동                   | 퇴직      | 보궐선거  |      |
| 홍천군의원      |      | 무소속 | 원용철 | 홍천군 홍천읍 선거구               | 사망      | 보궐선거  |      |
| 부평구의원      |      | 무소속 | 안원학 | 부평구 부개1동 선거구              | 사직      | 보궐선거  |      |
| 용산구의원      |      | 무소속 | 김중엽 | 용산구 한강로2동 선거구            | 당선무효  | 재선거    |      |
| 노원구의원      |      | 무소속 | 한능박 | 노원구 상계10동 선거구             | 당선무효  | 재선거    |      |
| 전주시의원      |      | 무소속 | 박영기 | 전주시 평화1동 선거구              | 사직      | 보궐선거  |      |
| 의성군의원      |      | 무소속 | 오명세 | 의성군 단밀면 선거구               | 당선무효  | 재선거    |      |
| 여주군의원      |      | 무소속 | 한완수 | 여주군 강천면 선거구               | 당선무효  | 재선거    |      |
| 원주시의원      |      | 무소속 | 김택민 | 원주시 단구동 선거구               | 사망      | 보궐선거  |      |
| 성남시의원      |      | 무소속 | 김종수 | 성남시 성남동 선거구               | 퇴직      | 보궐선거  |      |
| 도봉구의원      |      | 무소속 | 조영호 | 도봉구 쌍문3동 선거구              | 사망      | 보궐선거  |      |
| 봉화군의원      |      | 무소속 | 최병각 | 봉화군 봉화읍 선거구               | 사직      | 보궐선거  |      |
| 안성시의원      |      | 무소속 | 김홍근 | 안성시 죽산면 선거구               | 당선무효  | 재선거    |      |
| 서대문구의원    |      | 무소속 | 임재선 | 서대문구 남가좌2동 선거구          | 퇴직      | 보궐선거  |      |
| 전주시의원      |      | 무소속 | 오정례 | 전주시 송천2동 선거구              | 사직      | 보궐선거  |      |
| 용인시의원      |      | 무소속 | 김용규 | 용인시 수지읍 선거구               | 사직      | 보궐선거  |      |
| 달서구의원      |      | 무소속 | 이왕순 | 달서구 상인3동 선거구              | 사직      | 보궐선거  |      |
| 부산 강서구의원 |      | 무소속 | 김재두 | 강서구 대저2동 선거구              | 당선무효  | 재선거    |      |
| 순천시의원      |      | 무소속 | 김정희 | 순천시 황전면 선거구               | 당선무효  | 재선거    |      |
| 영암군의원      |      | 무소속 | 강동하 | 영암군 시종면 선거구               | 사직      | 보궐선거  |      |
| 부천시의원      |      | 무소속 | 강태영 | 부천시 소사본2동 선거구            | 사직      | 보궐선거  |      |
| 울산 북구의원   |      | 무소속 | 윤두환 | 북구 송정동 선거구                 | 사직      | 보궐선거  |      |
| 포항시의원      |      | 무소속 | 황봉택 | 포항시 송라면 선거구               | 사망      | 보궐선거  |      |
| 광양시의원      |      | 무소속 | 이현준 | 광양시 진상면 선거구               | 당선무효  | 재선거    |      |
| 군산시의원      |      | 무소속 | 박종대 | 군산시 선양동 선거구               | 사망      | 보궐선거  |      |
| 김천시의원      |      | 무소속 | 이정시 | 김천시 대항면 선거구               | 당선무효  | 재선거    |      |
| 평택시의원      |      | 무소속 | 홍선의 | 평택시 진위면 선거구               | 당선무효  | 재선거    |      |
| 진해시의원      |      | 무소속 | 백한종 | 진해시 충무동 선거구               | 사직      | 보궐선거  |      |
| 광주 동구의원   |      | 무소속 | 반강환 | 동구 지원동 선거구                 | 당선무효  | 재선거    |      |
| 통영시의원      |      | 무소속 | 조일청 | 통영시 중앙동 선거구               | 퇴직      | 보궐선거  |      |
| 용인시의원      |      | 무소속 | 이정문 | 용인시 기흥읍 선거구               | 사직      | 보궐선거  |      |
| 순천시의원      |      | 무소속 | 공태주 | 순천시 조곡동 선거구               | 당선무효  | 재선거    |      |
| 부산 서구의원   |      | 무소속 | 박재오 | 서구 아미동 선거구                 | 당선무효  | 재선거    |      |
| 함평군의원      |      | 무소속 | 정성화 | 함평군 학교면 선거구               | 사망      | 보궐선거  |      |
| 강릉시의원      |      | 무소속 | 김남호 | 강릉시 사천면 선거구               | 당선무효  | 재선거    |      |
| 부여군의원      |      | 무소속 | 김영빈 | 부여군 홍산면 선거구               | 퇴직      | 보궐선거  |      |
| 옹진군의원      |      | 무소속 | 박명준 | 옹진군 영흥면 선거구               | 사직      | 보궐선거  |      |

### 당선자

#### 기초단체장
| 선거구        | 정당 | 정당         | 당선자 | 득표수 | 득표율 | 비고 |
| ------------- | ---- | ------------ | ------ | ------ | ------ | ---- |
| 용산구청장    |      | 한나라당     | 박장규 |        |        |      |
| 송파구청장    |      | 한나라당     | 이유택 |        |        |      |
| 수영구청장    |      | 한나라당     | 유재중 |        |        |      |
| 인천 중구청장 |      | 새천년민주당 | 김홍섭 |        |        |      |
| 유성구청장    |      | 자유민주연합 | 이병령 |        |        |      |
| 괴산군수      |      | 자유민주연합 | 김문배 |        |        |      |
| 청송군수      |      | 한나라당     | 박종갑 |        |        |      |

#### 광역의원
| 선거구             | 정당 | 정당         | 당선자 | 득표수 | 득표율 | 비고 |
| ------------------ | ---- | ------------ | ------ | ------ | ------ | ---- |
| 용산구 제1선거구   |      | 한나라당     | 명영호 |        |        |      |
| 동대문구 제3선거구 |      | 한나라당     | 박주웅 |        |        |      |
| 도봉구 제4선거구   |      | 새천년민주당 | 김동욱 |        |        |      |
| 마포구 제1선거구   |      | 한나라당     | 강영원 |        |        |      |
| 마포구 제2선거구   |      | 한나라당     | 백의종 |        |        |      |
| 금천구 제1선거구   |      | 새천년민주당 | 황호순 |        |        |      |
| 관악구 제2선거구   |      | 한나라당     | 조태진 |        |        |      |
| 부산진구 제4선거구 |      | 한나라당     | 김영주 |        |        |      |
| 동구 제1선거구     |      | 한나라당     | 이곤   |        |        |      |
| 연수구 제1선거구   |      | 한나라당     | 이명우 |        |        |      |
| 남동구 제1선거구   |      | 한나라당     | 신영은 |        |        |      |
| 남동구 제4선거구   |      | 한나라당     | 신경철 |        |        |      |
| 광산구 제2선거구   |      | 새천년민주당 | 서상백 |        |        |      |
| 북구 제2선거구     |      | 한나라당     | 이병우 |        |        |      |
| 수원시 제5선거구   |      | 한나라당     | 최규진 |        |        |      |
| 성남시 제2선거구   |      | 새천년민주당 | 김종식 |        |        |      |
| 성남시 제3선거구   |      | 새천년민주당 | 정환석 |        |        |      |
| 성남시 제5선거구   |      | 한나라당     | 강희철 |        |        |      |
| 평택시 제4선거구   |      | 한나라당     | 김홍규 |        |        |      |
| 고양시 제2선거구   |      | 한나라당     | 진종설 |        |        |      |
| 구리시 제2선거구   |      | 한나라당     | 양태흥 |        |        |      |
| 하남시 제1선거구   |      | 한나라당     | 유형욱 |        |        |      |
| 광주군 제2선거구   |      | 한나라당     | 김용규 |        |        |      |
| 청주시 제2선거구   |      | 한나라당     | 황태모 |        |        |      |
| 충주시 제2선거구   |      | 새천년민주당 | 심흥섭 |        |        |      |
| 논산시 제2선거구   |      | 새천년민주당 | 송영철 |        |        |      |
| 여수시 제6선거구   |      | 새천년민주당 | 김형곤 |        |        |      |
| 해남군 제2선거구   |      | 새천년민주당 | 배억만 |        |        |      |
| 구미시 제3선거구   |      | 한나라당     | 백천봉 |        |        |      |
| 마산시 제2선거구   |      | 한나라당     | 김봉준 |        |        |      |

#### 기초의원
| 선거구             | 정당 | 정당   | 당선자 | 득표수 | 득표율 | 비고 |
| ------------------ | ---- | ------ | ------ | ------ | ------ | ---- |
| 북구 송정동 선거구 |      | 무소속 | 김진영 |        |        |      |

### 선거 결과

#### 기초단체장
| 선거구        | 정당 | 정당         | 전임자 | 정당 | 정당         | 당선자 |
| ------------- | ---- | ------------ | ------ | ---- | ------------ | ------ |
| 용산구청장    |      | 새천년민주당 | 성장현 |      | 한나라당     | 박장규 |
| 송파구청장    |      | 새천년민주당 | 김성순 |      | 한나라당     | 이유택 |
| 수영구청장    |      | 한나라당     | 신종관 |      | 한나라당     | 유재중 |
| 인천 중구청장 |      | 새천년민주당 | 이세영 |      | 새천년민주당 | 김홍섭 |
| 유성구청장    |      | 새천년민주당 | 송석찬 |      | 자유민주연합 | 이병령 |
| 괴산군수      |      | 자유민주연합 | 김환묵 |      | 자유민주연합 | 김문배 |
| 청송군수      |      | 한나라당     | 안의종 |      | 한나라당     | 박종갑 |

## 10월 26일 재보궐선거

### 개요
- 투표일: 2000년 10월 26일
- 선거내용: 총 48개 선거구
  - 기초단체장: 2명
  - 광역의원: 9명
  - 기초의원: 37명

### 선거 구역 및 사유

#### 기초단체장
| 직책          | 정당 | 정당         | 전임자 | 선거구      | 선거 사유   | 선거 종류 | 비고 |
| ------------- | ---- | ------------ | ------ | ----------- | ----------- | --------- | ---- |
| 대전 서구청장 |      | 자유민주연합 | 이헌구 | 대전 서구   | 사망        | 보궐선거  |      |
| 영천시장      |      | 무소속       | 정재균 | 경북 영천시 | 시장직 상실 | 보궐선거  |      |

#### 광역의원
| 직책           | 정당 | 정당         | 전임자 | 선거구           | 선거 사유 | 선거 종류 | 비고 |
| -------------- | ---- | ------------ | ------ | ---------------- | --------- | --------- | ---- |
| 서울특별시의원 |      | 새천년민주당 | 김길원 | 중구 제2선거구   | 사직      | 보궐선거  |      |
| 서울특별시의원 |      | 한나라당     | 장진국 | 용산구 제2선거구 | 사직      | 보궐선거  |      |
| 서울특별시의원 |      | 새천년민주당 | 민경엽 | 송파구 제1선거구 | 사직      | 보궐선거  |      |
| 부산광역시의원 |      | 한나라당     | 유재중 | 수영구 제1선거구 | 사직      | 보궐선거  |      |
| 인천광역시의원 |      | 자유민주연합 | 김홍섭 | 중구 제1선거구   | 사직      | 보궐선거  |      |
| 충청북도의원   |      | 새천년민주당 | 김주백 | 진천군 제1선거구 | 사직      | 보궐선거  |      |
| 충청북도의원   |      | 자유민주연합 | 김형태 | 진천군 제2선거구 | 사직      | 보궐선거  |      |
| 충청북도의원   |      | 자유민주연합 | 정태정 | 영동군 제2선거구 | 사직      | 보궐선거  |      |
| 충청남도의원   |      | 자유민주연합 | 강창구 | 부여군 제2선거구 | 사직      | 보궐선거  |      |

### 기초의원
| 직책          | 정당 | 정당   | 전임자 | 선거구                      | 선거 사유 | 선거 종류 | 비고 |
| ------------- | ---- | ------ | ------ | --------------------------- | --------- | --------- | ---- |
| 용산구의원    |      | 무소속 | 명영호 | 용산구 이촌1동 선거구       | 사직      | 보궐선거  |      |
| 용산구의원    |      | 무소속 | 박장규 | 용산구 서빙고동 선거구      | 퇴직      | 보궐선거  |      |
| 성북구의원    |      | 무소속 | 김남효 | 성북구 석관2동 선거구       | 사직      | 보궐선거  |      |
| 마포구의원    |      | 무소속 | 정만직 | 마포구 서교동 선거구        | 사망      | 보궐선거  |      |
| 관악구의원    |      | 무소속 | 최남   | 관악구 봉천4동 선거구       | 퇴직      | 보궐선거  |      |
| 관악구의원    |      | 무소속 | 정국용 | 관악구 남현동 선거구        | 사직      | 보궐선거  |      |
| 사상구의원    |      | 무소속 | 박기홍 | 사상구 학장동 선거구        | 사망      | 보궐선거  |      |
| 대구 서구의원 |      | 무소속 | 박영호 | 서구 중리동 선거구          | 사망      | 보궐선거  |      |
| 광산구의원    |      | 무소속 | 국태선 | 광산구 우산동 선거구        | 사직      | 보궐선거  |      |
| 대전 동구의원 |      | 무소속 | 김상형 | 동구 용운동 선거구          | 사망      | 보궐선거  |      |
| 성남시의원    |      | 무소속 | 김종윤 | 성남시 양지동 선거구        | 퇴직      | 보궐선거  |      |
| 성남시의원    |      | 무소속 | 장영춘 | 성남시 서현동 선거구        | 사직      | 보궐선거  |      |
| 안산시의원    |      | 무소속 | 오창석 | 안산시 안산동 선거구        | 사직      | 보궐선거  |      |
| 시흥시의원    |      | 무소속 | 김용훈 | 시흥시 매화동·과림동 선거구 | 퇴직      | 보궐선거  |      |
| 가평군의원    |      | 무소속 | 장석영 | 가평군 가평읍 선거구        | 사직      | 보궐선거  |      |
| 진천군의원    |      | 무소속 | 조평희 | 진천군 덕산면 선거구        | 사직      | 보궐선거  |      |
| 연기군의원    |      | 무소속 | 김웅기 | 연기군 전동면 선거구        | 사직      | 보궐선거  |      |
| 논산시의원    |      | 무소속 | 고기채 | 논산시 연무읍 선거구        | 사직      | 보궐선거  |      |
| 논산시의원    |      | 무소속 | 김행남 | 논산시 채운면 선거구        | 사직      | 보궐선거  |      |
| 순창군의원    |      | 무소속 | 최일천 | 순창군 유등면 선거구        | 사직      | 보궐선거  |      |
| 순창군의원    |      | 무소속 | 김용식 | 순창군 구림면 선거구        | 사직      | 보궐선거  |      |
| 고창군의원    |      | 무소속 | 전재준 | 고창군 부안면 선거구        | 사망      | 보궐선거  |      |
| 여수시의원    |      | 무소속 | 석진수 | 여수시 서강동 선거구        | 퇴직      | 보궐선거  |      |
| 광양시의원    |      | 무소속 | 서찬규 | 광양시 골약동·중마동 선거구 | 퇴직      | 보궐선거  |      |
| 담양군의원    |      | 무소속 | 최병환 | 담양군 대덕면 선거구        | 퇴직      | 보궐선거  |      |
| 강진군의원    |      | 무소속 | 윤재학 | 강진군 도암면 선거구        | 퇴직      | 보궐선거  |      |
| 포항시의원    |      | 무소속 | 조영우 | 포항시 중앙동 선거구        | 사망      | 보궐선거  |      |
| 경주시의원    |      | 무소속 | 조문호 | 경주시 서면 선거구          | 당선무효  | 재선거    |      |
| 경주시의원    |      | 무소속 | 임달규 | 경주시 인교동·보황동 선거구 | 퇴직      | 보궐선거  |      |
| 김천시의원    |      | 무소속 | 이규갑 | 김천시 감문면 선거구        | 사직      | 보궐선거  |      |
| 김천시의원    |      | 무소속 | 김현구 | 김천시 지례면 선거구        | 퇴직      | 보궐선거  |      |
| 구미시의원    |      | 무소속 | 강형구 | 구미시 공단2동 선거구       | 퇴직      | 보궐선거  |      |
| 청송군의원    |      | 무소속 | 권영선 | 청송군 진보면 선거구        | 사직      | 보궐선거  |      |
| 울진군의원    |      | 무소속 | 황화섭 | 울진군 원남면 선거구        | 사망      | 보궐선거  |      |
| 진주시의원    |      | 무소속 | 김창옥 | 진주시 초장동 선거구        | 당선무효  | 재선거    |      |
| 제주시의원    |      | 무소속 | 김기진 | 제주시 건입동 선거구        | 사직      | 보궐선거  |      |

### 정당별 당선자
- 기초단체장: 자유민주연합 1 , 무소속 1
- 광역의원: 한나라당 6 , 새천년민주당 2 ,자유민주연합 1

#### 기초단체장
| 선거구        | 정당 | 정당         | 당선자 | 득표수 | 득표율 | 비고 |
| ------------- | ---- | ------------ | ------ | ------ | ------ | ---- |
| 대전 서구청장 |      | 자유민주연합 | 가기산 |        |        |      |
| 영천시장      |      | 무소속       | 박진규 |        |        |      |

#### 광역의원
| 선거구           | 정당 | 정당         | 당선자 | 득표수 | 득표율 | 비고        |
| ---------------- | ---- | ------------ | ------ | ------ | ------ | ----------- |
| 중구 제2선거구   |      | 새천년민주당 | 정동일 |        |        |             |
| 용산구 제2선거구 |      | 한나라당     | 이종필 |        |        |             |
| 송파구 제1선거구 |      | 한나라당     | 이순자 |        |        |             |
| 수영구 제1선거구 |      | 한나라당     | 신용호 |        |        |             |
| 중구 제1선거구   |      | 한나라당     | 김식길 |        |        |             |
| 진천군 제1선거구 |      | 한나라당     | 최종록 |        |        |             |
| 진천군 제2선거구 |      | 새천년민주당 | 조평희 |        |        |             |
| 영동군 제2선거구 |      | 한나라당     | 조영재 |        |        |             |
| 부여군 제2선거구 |      | 자유민주연합 | 유병기 |        |        | 무투표 당선 |

### 선거 결과

#### 기초단체장
| 선거구        | 정당 | 정당         | 전임자 | 정당 | 정당         | 당선자 |
| ------------- | ---- | ------------ | ------ | ---- | ------------ | ------ |
| 대전 서구청장 |      | 자유민주연합 | 이헌구 |      | 자유민주연합 | 가기산 |
| 영천시장      |      | 무소속       | 정재균 |      | 무소속       | 박진규 |

#### 광역의원
| 선거구           | 정당 | 정당         | 전임자 | 정당 | 정당         | 당선자 |
| ---------------- | ---- | ------------ | ------ | ---- | ------------ | ------ |
| 중구 제2선거구   |      | 새천년민주당 | 김길원 |      | 새천년민주당 | 정동일 |
| 용산구 제2선거구 |      | 한나라당     | 장진국 |      | 한나라당     | 이종필 |
| 송파구 제1선거구 |      | 새천년민주당 | 민경엽 |      | 한나라당     | 이순자 |
| 수영구 제1선거구 |      | 한나라당     | 유재중 |      | 한나라당     | 신용호 |
| 중구 제1선거구   |      | 자유민주연합 | 김홍섭 |      | 한나라당     | 김식길 |
| 진천군 제1선거구 |      | 새천년민주당 | 김주백 |      | 한나라당     | 최종록 |
| 진천군 제2선거구 |      | 자유민주연합 | 김형태 |      | 새천년민주당 | 조평희 |
| 영동군 제2선거구 |      | 자유민주연합 | 정태정 |      | 한나라당     | 조영재 |
| 부여군 제2선거구 |      | 자유민주연합 | 강창구 |      | 자유민주연합 | 유병기 |